# Бока-Ратон
Бока-Ратон (англ. Boca Raton) — місто (англ. city) в США, в окрузі Палм-Біч на південному сході штату Флорида, на узбережжі затоки Біскан Атлантичного океану. Населення — 97 422 особи (2020). Агломерація Вест-Палм-Біч є підагломерацією Маямі-Форт-Лодердейл-Помпано-Біч з загальним населенням 5 547 051 особа (2009 рік). У перекладі з іспанської "рот миші".
Бока-Ратон утворене 1925 року.
Середньодобова температура липня — +28 °C, січня — +19 °C. Щорічні опади — 1450 мм з піком на травень-жовтень місяці.
У місті розташований Флоридський Атлантичний університет, утворений 1961 року з 26 тисячами студентів й Линн університет з 3 тисячами студентів (створений 1962 року).
Бока-Ратон має велику єврейську громаду.
Тут мешкають багато відомих музикантів, багатіїв, спортсменів, як підприємець Дональд Трамп, музикант Джон Бон Джові, тенісистка Олена Дементьєва, підприємець Денніс Козловский, мешкав актор Пол Ньюман.

## Географія
Бока-Ратон розташована за координатами 26°22′22″ пн. ш. 80°6′23″ зх. д. / 26.37278° пн. ш. 80.10639° зх. д. (26.372855, -80.106292).  За даними Бюро перепису населення США в 2010 році місто мало площу 81,03 км², з яких 75,97 км² — суходіл та 5,07 км² — водойми.

### Клімат
| Клімат : Бока-Ратон          | Клімат : Бока-Ратон | Клімат : Бока-Ратон | Клімат : Бока-Ратон | Клімат : Бока-Ратон | Клімат : Бока-Ратон | Клімат : Бока-Ратон | Клімат : Бока-Ратон | Клімат : Бока-Ратон | Клімат : Бока-Ратон | Клімат : Бока-Ратон | Клімат : Бока-Ратон | Клімат : Бока-Ратон | Клімат : Бока-Ратон |
| Показник                     | Січ.                | Лют.                | Бер.                | Квіт.               | Трав.               | Черв.               | Лип.                | Серп.               | Вер.                | Жовт.               | Лист.               | Груд.               | Рік                 |
| Абсолютний максимум, °C      | 32,2                | 31,7                | 33,3                | 37,8                | 37,2                | 37,8                | 37,8                | 36,7                | 36,7                | 36,1                | 35,0                | 37,2                | 37,8                |
| Середній максимум, °C        | 24,4                | 25,0                | 26,7                | 28,3                | 30,6                | 32,2                | 33,3                | 33,3                | 32,8                | 30,6                | 27,8                | 25,6                | 29,2                |
| Середня температура, °C      | 19,4                | 20,0                | 21,7                | 23,3                | 26,1                | 27,8                | 28,3                | 28,3                | 27,8                | 26,1                | 23,3                | 21,1                | 24,4                |
| Середній мінімум, °C         | 14,4                | 14,4                | 16,7                | 18,9                | 21,7                | 23,3                | 23,9                | 23,9                | 23,3                | 21,7                | 18,9                | 16,1                | 19,4                |
| Абсолютний мінімум, °C       | −3,9                | −6,1                | −1,1                | 4,4                 | 8,9                 | 4,4                 | 11,7                | 15,0                | 11,1                | 6,7                 | −7,2                | −2,2                | −7,2                |
| Норма опадів, мм             | 71                  | 72                  | 76                  | 86                  | 146                 | 186                 | 151                 | 176                 | 178                 | 146                 | 108                 | 62                  | 1455                |
| ---------------------------- | ------------------- | ------------------- | ------------------- | ------------------- | ------------------- | ------------------- | ------------------- | ------------------- | ------------------- | ------------------- | ------------------- | ------------------- | ------------------- |
| Джерело: The Weather Channel |                     |                     |                     |                     |                     |                     |                     |                     |                     |                     |                     |                     |                     |

## Демографія
Згідно з переписом 2010 року, у місті мешкали 84 392 особи в 36 778 домогосподарствах у складі 21 601 родини. Густота населення становила 1041 особа/км².  Було 44539 помешкань (550/км²).
Расовий склад населення:
| - 88,5 % — білих - 5,2 % — чорних або афроамериканців - 2,4 % — азіатів - 0,2 % — корінних американців - 0,1 % — вихідців з тихоокеанських островів - 2,0 % — осіб інших рас |

До двох чи більше рас належало 1,6 %. Частка іспаномовних становила 11,9 % від усіх жителів.
За віковим діапазоном населення розподілялося таким чином: 17,2 % — особи молодші 18 років, 61,8 % — особи у віці 18—64 років, 21,0 % — особи у віці 65 років та старші. Медіана віку мешканця становила 45,4 року. На 100 осіб жіночої статі у місті припадало 95,7 чоловіків;  на 100 жінок у віці від 18 років та старших — 93,6 чоловіків також старших 18 років.
Середній дохід на одне домашнє господарство  становив 115 904 долари США (медіана — 70 638), а середній дохід на одну сім'ю — 145 322 долари (медіана — 95 941). Медіана доходів становила 68 945 доларів для чоловіків та 48 294 долари для жінок. За межею бідності перебувало 10,0 % осіб, у тому числі 10,9 % дітей у віці до 18 років та 4,9 % осіб у віці 65 років та старших.
Цивільне працевлаштоване населення становило 43 567 осіб. Основні галузі зайнятості: освіта, охорона здоров'я та соціальна допомога — 19,6 %, науковці, спеціалісти, менеджери — 17,4 %, роздрібна торгівля — 12,6 %, мистецтво, розваги та відпочинок — 12,5 %.

## Відомі люди
- Ляхович Євген — дипломатичний представник ОУН у Великій Британії, громадсько-політичний діяч в діаспорі. Жив та помер у місті.
- Іллічов Віктор Григорович — радянський актор театру і кіно, мешкав і помер тут.